# 東京ヴェルディビーチサッカー
東京ヴェルディビーチサッカー（とうきょうヴェルディビーチサッカー、英: Tokyo Verdy Beach Soccer）は、2017年2月に設立した東京都立川市をホームタウンとして活動するビーチサッカーチームである。